# Aaron Allston

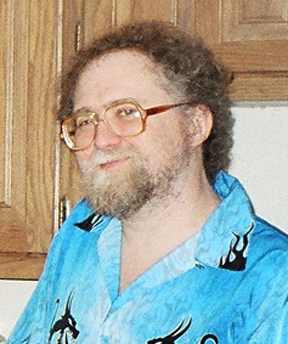
Aaron Allston (2005)

Aaron Dale Allston (* 8. Dezember 1960 in Corsicana, Texas; † 27. Februar 2014 in Springfield, Missouri) war ein US-amerikanischer Schriftsteller und Spieleautor. Im deutschsprachigen Raum ist Allston als Autor von Star-Wars-Romanen bekannt.

## Leben
Aaron Allston war der Sohn von Tom Dale Allston und Rose Binford Boehm. Nach eigenen Angaben begann er im Alter von elf Jahren zu schreiben. Er studierte u. a. Journalismus und besuchte in Denton die High School. Nach dem Ende der High School zog er nach Austin, der Hauptstadt von Texas, und besuchte dort die University of Texas. Er wurde Mitarbeiter des Magazins Space Gamer; später arbeitete er als Spieledesigner. Nebenbei betätigte er sich weiterhin als Autor und veröffentlichte 1988 seinen ersten Roman. 1997 begann er, als Autor am Star-Wars-Universum zu schreiben.
Als Spieleautor arbeitete Allston vor allem mit Steve Jackson zusammen und entwickelte Erweiterungen für dessen Spiel Car Wars sowie für die Spiele Battle Cars von Gary Chalk und Ian Livingstone sowie Highway 2000 von Russell P. Neal. 2006 wurde er in die Hall of Fame des Origins Award aufgenommen.

## Bibliografie
Die Serien sind nach dem Erscheinungsjahr des ersten Teils geordnet.
Doc Sidhe (Romane)
- 1 Doc Sidhe (1995)
- 2 Sidhe-Devil (2001)

Bard’s Tale (Romane; mit Holly Lisle)
- 5 Thunder of the Captains (1996)
- 6 Wrath of the Princes (1997)

Action Figures (Kurzgeschichten)
- 1 Big Plush (2012, in: Kevin J. Anderson (Hrsg.): Five by Five)
- 2 Coffee Black Sea (2013, in: Kevin J. Anderson (Hrsg.): Five by Five 2: No Surrender)

Star Wars – X-Wing
- 5 Wraith Squadron (1998)
  - Deutsch: Die Gespensterstaffel. Übersetzt von Heinz Nagel. Blanvalet, 1999, ISBN 978-3-442-35128-2.
- 6 Iron Fist (1998)
  - Deutsch: Operation Eiserne Faust. Übersetzt von Heinz Nagel. Blanvalet, 1999, ISBN 978-3-442-35142-8.
- 7 Solo Command (1999)
  - Deutsch: Kommando Han Solo. Übersetzt von Heinz Nagel. Blanvalet, 2000, ISBN 978-3-442-35197-8.
- 9 Starfighters of Adumar (1999)
  - Deutsch: Das letzte Gefecht. Übersetzt von Andreas Brandhorst. Blanvalet SF #24231, 2004, ISBN 978-3-442-24231-3.
- Mercy Kill (2012)
  - Deutsch: Gnadentod. Übersetzt von Andreas Kasprzak. Blanvalet, 2013, ISBN 978-3-442-26936-5.

Star Wars – The New Jedi Order
- 11 Rebel Dream (2002)
  - Deutsch: Rebellenträume. Blanvalet SF #24370, 2005, ISBN 978-3-442-24370-9.
- 12 Rebel Stand (2002)
  - Deutsch: Aufstand der Rebellen. Blanvalet SF #24377, 2006, ISBN 978-3-442-24377-8.
- Enemy Lines (Sammelausgabe von 11 und 12; 2002)
- Cloak of Deception (2002)

Star Wars – Legacy of the Force
- 1 Betrayal (2006)
  - Deutsch: Intrigen. Blanvalet Fantasy #26603, 2008, ISBN 978-3-442-26603-6.
- 4 Exile (2007)
  - Deutsch: Exil. Blanvalet Fantasy #26625, 2009, ISBN 978-3-442-26625-8.
- 7 Fury (2007)
  - Deutsch: Zorn. Blanvalet Fantasy #26666, 2009, ISBN 978-3-442-26666-1.

Star Wars – Fate of the Jedi
- 1 Outcast (2009)
  - Deutsch: Der Ausgestossene. Übersetzt von Andreas Kasprzak. Blanvalet Fantasy #26660, 2010, ISBN 978-3-442-26660-9.
- 4 Backlash (2010)
  - Deutsch: Rückschlag. Blanvalet Fantasy #26678, 2011, ISBN 978-3-442-26678-4.
- 7 Conviction (2011)
  - Deutsch: Verurteilung. Übersetzt von Andreas Kasprzak. Blanvalet Fantasy #26681, 2011, ISBN 978-3-442-26681-4.

Terminator 3 (Romanserie)
- Terminator 3: Terminator Dreams (2003)
- Terminator 3: Terminator Hunt (2004)

Einzelromane
- Web of Danger (1988, in: Flint Dille (Hrsg.), David Marconi (Hrsg.) und Aaron Allston: Acolytes of Darkness / Web of Danger)
- Galatea in 2-D (1993)
- Double Jeopardy (Car Warriors #2; 1994)
- Insecurity (Basil and Moebius #5; 2016; mit Michael A. Stackpole)

Kurzgeschichten
- Djinn Coffee (in: Dragon Magazine, #189, January 1993; mit Allen Varney)
- Spam from a Galaxy Far, Far Away— (in: Star Wars Insider Issue #64, December 2002/January 2003 / Bantha Tracks Number One December 2002)
- The Pengalan Tradeoff (in: Star Wars Insider Issue #65, February 2003 / Bantha Tracks Number Two February 2003)
- League of Spies (in: Star Wars Insider Issue #73, February 2004 / Bantha Tracks Number Six February 2004)
- Hostile Takeover (in: Amazing Stories, December 2004)
- Replay Value (2012, in: Jean Rabe (Hrsg.): Time-Traveled Tales)
- Green Room (2013, in: Kelly Swails (Hrsg.): Heroes!)
- Epistoleros (2013, in: J. E. Mooney und Bill Fawcett (Hrsg.): Shadows of the New Sun: Stories in Honor of Gene Wolfe)
- Defenders of Beeman County (2013, in: Rick Klaw (Hrsg.): Rayguns Over Texas)
- Disarray (2015, in: Apollo’s Daughters; mit Bryan Young)
- Hypothecary (2014, in: Jean Rabe (Hrsg.): Time Traveled Tales, Volume 2)

Sachliteratur
- Trail of the Gold Spike: Death Stalks the Lost Mine (1984)
- Poor Wizard’s Almanac & Book of Facts (1992)

## Spiele
- 1982: Crash City (Steve Jackson Games), Erweiterung zu Car Wars von Steve Jackson und Chad Irby
- 1983: Autoduel Champions (Steve Jackson Games), Erweiterung zu Car Wars
- 1984: Ultraforce (Associated Clearing Services), Erweiterung zu Car Wars, Battle Cars von Gary Chalk und Ian Livingstone sowie Highway 2000 von Russell P. Neal
- 1984: TurboFire (Associated Clearing Services), Erweiterung zu Car Wars, Battle Cars und Highway 2000
- 1984: Hell on Wheels (Associated Clearing Services), Erweiterung zu Car Wars, Battle Cars und Highway 2000
- 1985: Street Fighter (Associated Clearing Services), Erweiterung zu Car Wars, Battle Cars und Highway 2000
- 1985: The Road (Associated Clearing Services), Erweiterung zu Car Wars, Battle Cars und Highway 2000
- 1986: The Gauntlet (Associated Clearing Services), Erweiterung zu Car Wars, Battle Cars und Highway 2000
- 1988: Uncle Albert's Auto Stop & Gunnery Shop 2038 Catalog (Steve Jackson Games), Erweiterung zu Car Wars
- 1988: The AADA Duel Circuit: L'Outrance – A Car Wars Supplement (Steve Jackson Games), Erweiterung zu Car Wars
- 1992: Uncle Albert's Auto Stop & Gunnery Shop Catalog From Hell (Steve Jackson Games), Erweiterung zu Car Wars